# Tiếng Mandar
Tiếng Mandar, còn gọi là Andia, Manjar hay Mandharsche, là ngôn ngữ của người Mandar cư trú ở tỉnh Tây Sulawesi Indonesia. Họ sống chủ yếu ở các vùng ven biển Majene và Polewali Mandar, cũng như ở một số khu định cư ở đảo của huyện Pangkep, còn được gọi là Quần đảo Spermonde, và Ujung Lero, một bán đảo nhỏ gần Pare-Pare. Năm 2000 có khoảng 475.000 người nói tiếng Mandar.
Tiếng Mandar được xếp loại trong Nhóm ngôn ngữ Nam Sulawesi thuộc ngữ tộc Malay-Polynesia của ngữ hệ Nam Đảo (Austronesia).
Trước đây người Mandar viết bằng chữ Lontara (hay chữ Bugis) , nhưng ngày nay dùng chữ Latin như các dân tộc khác ở Indonesia .
Dân tộc Mandar có liên quan chặt chẽ với ba nhóm khác sống ở Nam Sulawesi là người Bugis, Makassar và Toraja.